# Hypolycaena syphax
Hypolycaena syphax är en fjärilsart som beskrevs av Hans Fruhstorfer 1912. Hypolycaena syphax ingår i släktet Hypolycaena och familjen juvelvingar. Inga underarter finns listade i Catalogue of Life.